# Vincenzo I, Duce de Mantua
Vincenzo Gonzaga (21 septembrie 1562 – 9 februarie 1612) a fost conducător al Ducatului de Mantua și Montferrat din 1587 până în 1612.

## Biografie
El a fost fiul lui Guglielmo Gonzaga, Duce de Mantua și a Arhiducesei Eleanor de Austria. Bunicii materni au fost Ferdinand I, Împărat Roman și Anna a Boemiei și Ungariei.
Vincenzo a fost un important patron al artelor și științelor și a transformat Mantua într-un vibrant centru cultural. La 22 septembrie 1587 Vincenzo a fost încoronat ca cel de-al 4-lea Duce de Mantua printr-o ceremonie ostentativă. El l-a angajat pe compozitorul Claudio Monteverdi și pe pictorul  Peter Paul Rubens. În 1590 Monteverdi a devenit interpret de viola da gamba și dascăl în capela lui Vincenzo; în 1602 Vincenzo l-a numit maestru al muzicii după decesul lui Benedetto Pallavicino. De asemenea, Vincenzo a fost prieten cu poetul Torquato Tasso. O carte mică publicată la Verona în 1589 descrie cum un actor comic numit Valerini în serviciul lui Vincenzo își imaginează o galerie ideală de artă, în care sunt prezentate mai degrabă statuile celor mai importanți colecționari de artă decât activitatea artiștilor însăși. Vincenzo a fost descris ca un colos care va domina întreaga galerie ideală.
Astronomul Giovanni Antonio Magini a servit ca tutore pentru fii lui Vincenzo, Francesco și Ferdinando. Lucrarea cea mai importantă a lui Magini a fost pregătirea Atlante geografico d'Italia (Atlas Geografic al Italiei), publicat postum de fiul lui Magini în 1620. Vincenzo, căruia Atlasul i-a fost dedicat, l-a ajutat în acest proiect și a permis ca hărți ale diferitelor state ale Italiei să-i fie aduse lui Magini.
În iarna 1603-1604, Galileo a vizitat Curtea din Mantua într-un efort de a obține o poziție acolo și i s-a oferit un salariu, dar nu a putut conveni asupra termenilor cu Vincenzo. 
Obiceiurile risipitoare ale lui Vincenzo sunt considerate a fi accelerat declinul economic și cultural al Mantua. S-a spus că Vincenzo era impotent și că a trimis o expediție secretă în Lumea Nouă pentru a obține un afrodisiac legendar.

## Căsătorii și copii

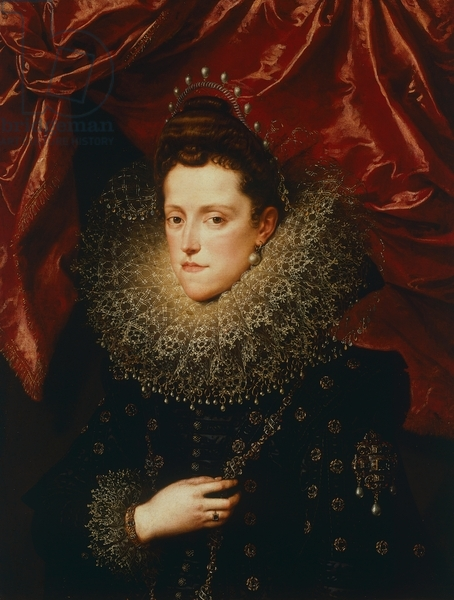
Eleonora de Medici.

Vincenzo s-a căsătorit cu Margherita Farnese în 1581; mariajul a rămas fără copii și s-a terminat prin divorț. La 29 aprilie 1584 el s-a căsătorit cu verișoara lui primară Eleonora de Medici, fiica lui Francesco I de Medici și a Ioanei de Austria.
Vincenzo și Eleonora au avut șase copii:
- Francesco (7 mai 1586 – 22 decembrie 1612), care a condus sub numele de Francesco al IV-lea Gonzaga, Duce de Mantua și Montferrat între 9 februarie și 22 decembrie 1612.
- Ferdinando (26 aprilie 1587 – 29 octombrie 1626), care a condus sub numele de Ferdinando I Gonzaga, Duce de Mantua și Montferrat din 1612 până la moartea sa.
- Guglielmo Domenico (1589–1591), a murit tânăr
- Margherita Gonzaga (2 octombrie 1591 – 7 februarie 1632), soția lui Henria al II-lea, Duce de Lorena
- Vincenzo (7 ianuarie 1594 – 25 decembrie 1627), a condus sub numele de Vincenzo al II-lea Gonzaga, Duce de Mantua și Montferrat din 1626 până la moartea sa.
- Eleonora Gonzaga (23 septembrie 1598 – 27 iunie 1655), a doua soție a lui Ferdinand al II-lea, Împărat Roman

A avut și câțiva copii nelegitimi, printre care:
- cu nobila Agnes Argotta, soția lui Prospero del Carretto:
  - Francesco Gonzaga (1588-1673), episcop de Nola în 1657
  - Silvio (1592-1612), cavaler de la Malta, poet de curte și marchiz Cavriana
  - Giovanni (? -1679), ministru al lui Ferdinando Carlo Gonzaga
  - Eleanora, călugăriță.
- cu nobila Felicita Guerrieri, fiica lui Tullo Guerrieri:
  - Francesca.